# Municipio de Hackberry
El municipio de Hackberry (en inglés: Hackberry Township) es un municipio ubicado en el condado de Labette en el estado estadounidense de Kansas. En el año 2010 tenía una población de 392 habitantes y una densidad poblacional de 2,98 personas por km².

## Geografía
El municipio de Hackberry se encuentra ubicado en las coordenadas 37°3′37″N 95°12′43″O / 37.06028, -95.21194. Según la Oficina del Censo de los Estados Unidos, el municipio tiene una superficie total de 131.6 km², de la cual 130,23 km² corresponden a tierra firme y (1,05 %) 1,38 km² es agua.

## Demografía
Según el censo de 2010, había 392 personas residiendo en el municipio de Hackberry. La densidad de población era de 2,98 hab./km². De los 392 habitantes, el municipio de Hackberry estaba compuesto por el 90,56 % blancos, el 2,3 % eran amerindios y el 7,14 % eran de una mezcla de razas. Del total de la población el 2,3 % eran hispanos o latinos de cualquier raza.